# Bartholomäuskirche Oberhaugstett

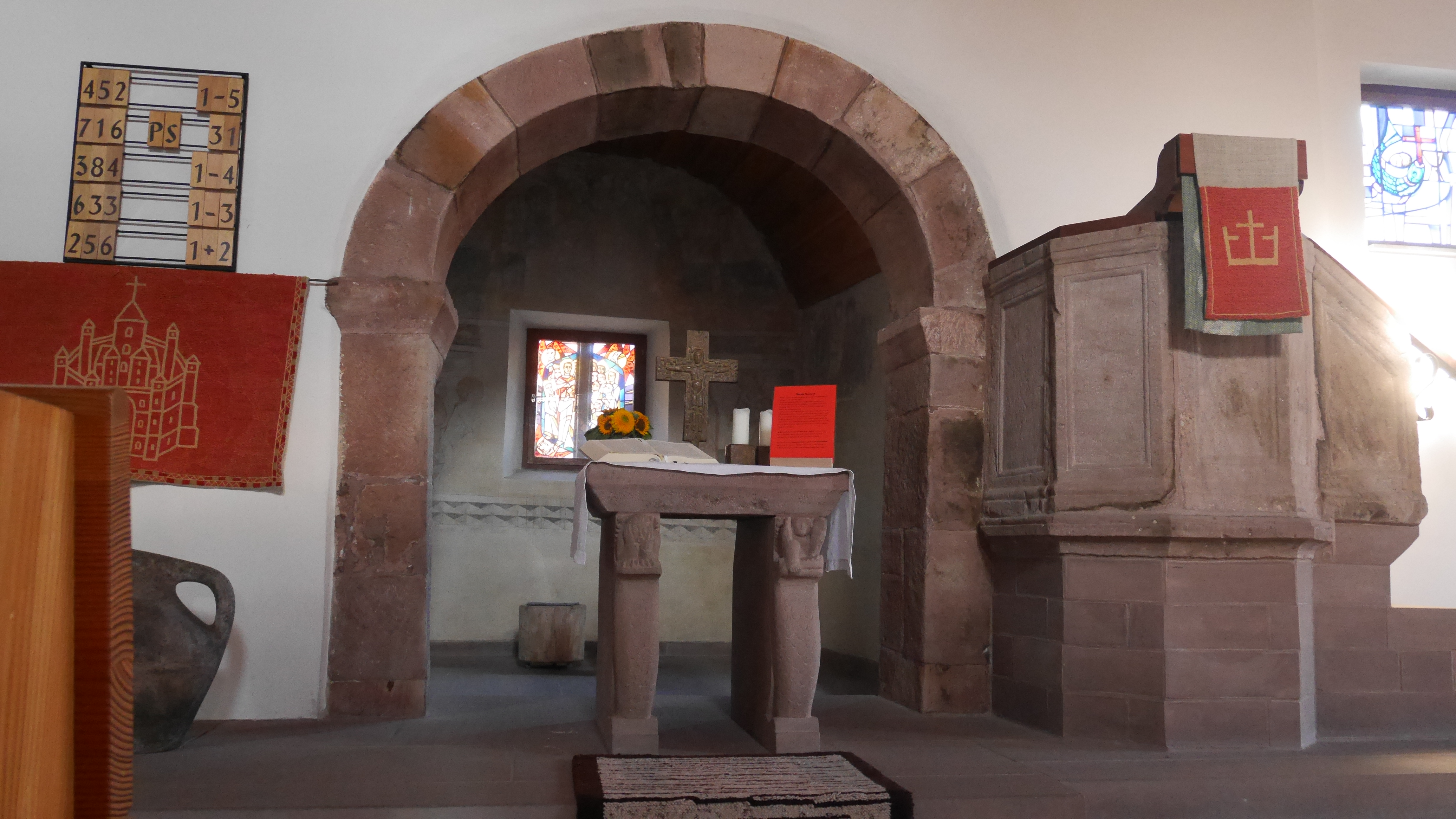
Neubulach Oberhaugstett Chorbogen und Altar

Die Bartholomäuskirche Oberhaugstett, einem Ortsteil der Gemeinde Neubulach im Kreis Calw in Baden-Württemberg, ist romanischen Ursprungs, wovon noch der Chorturm und ein Tympanon erhalten sind. 1972 wurde an den Turm ein neuer Kirchraum angefügt. Die Altarplatte stammt ebenfalls noch aus romanischer Zeit.

## Geschichte
Die Entstehungszeit des romanischen Kirchenbaus, von dem nur der Chorturm, ein Giebelsturz und eine Altarplatte aus romanischer Zeit erhalten sind, ist nicht gesichert. Es wird angenommen, dass die Gründung der Kirche durch das Kloster Hirsau im 12. Jahrhundert erfolgte. Der Giebelsturz aus rotem Sandstein mit einem Scheibenkreuz ist heute am Neubau vermauert. Im Chorraum befinden sich zahlreiche frühgotische Fresko-Malereien. Die Märtyrerdarstellungen an der nördlichen Wand des Chorraums zeigen den Weg der Leiden wie die des Jüngers Bartholomäus. An der Südwand der Heilige Martin, der seinen Mantel mit den Armen teilt. Links davon eine wohl später fertiggestellte Darstellung der Erlösten. Ein modernes Chorfenster zeigt einen Fisch, der die Bedeutung eines altchristlichen Bekenntnis- und Erkennungszeichens hat. Die Buchstaben des griechischen Wortes für Fisch ICHTYS sind die Anfangsbuchstaben der Worte des urchristlichen Bekenntnisses: Jesus Christus, Gottes Sohn, (ist) Retter.

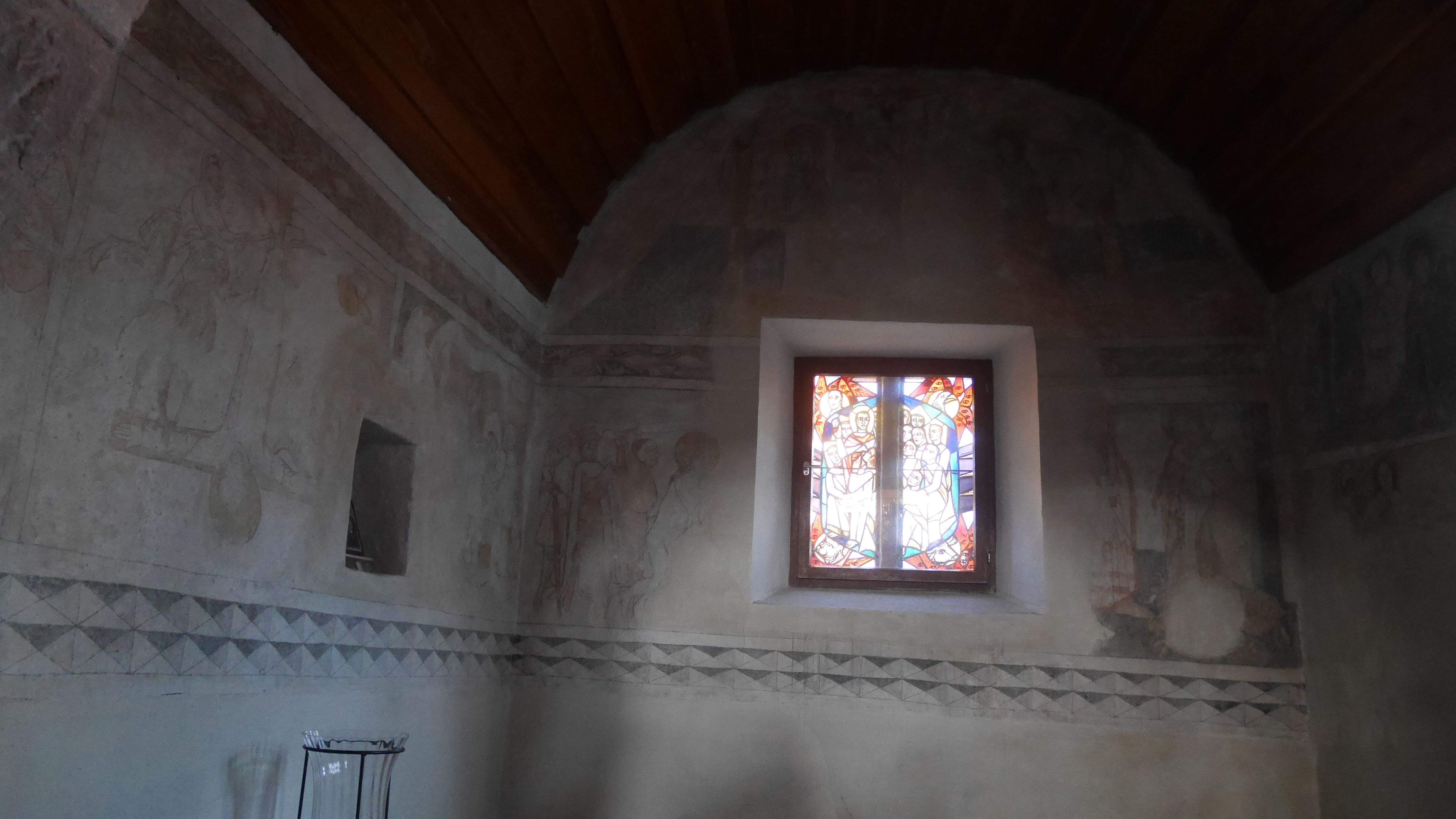
Fresko Bartholomäus Chor
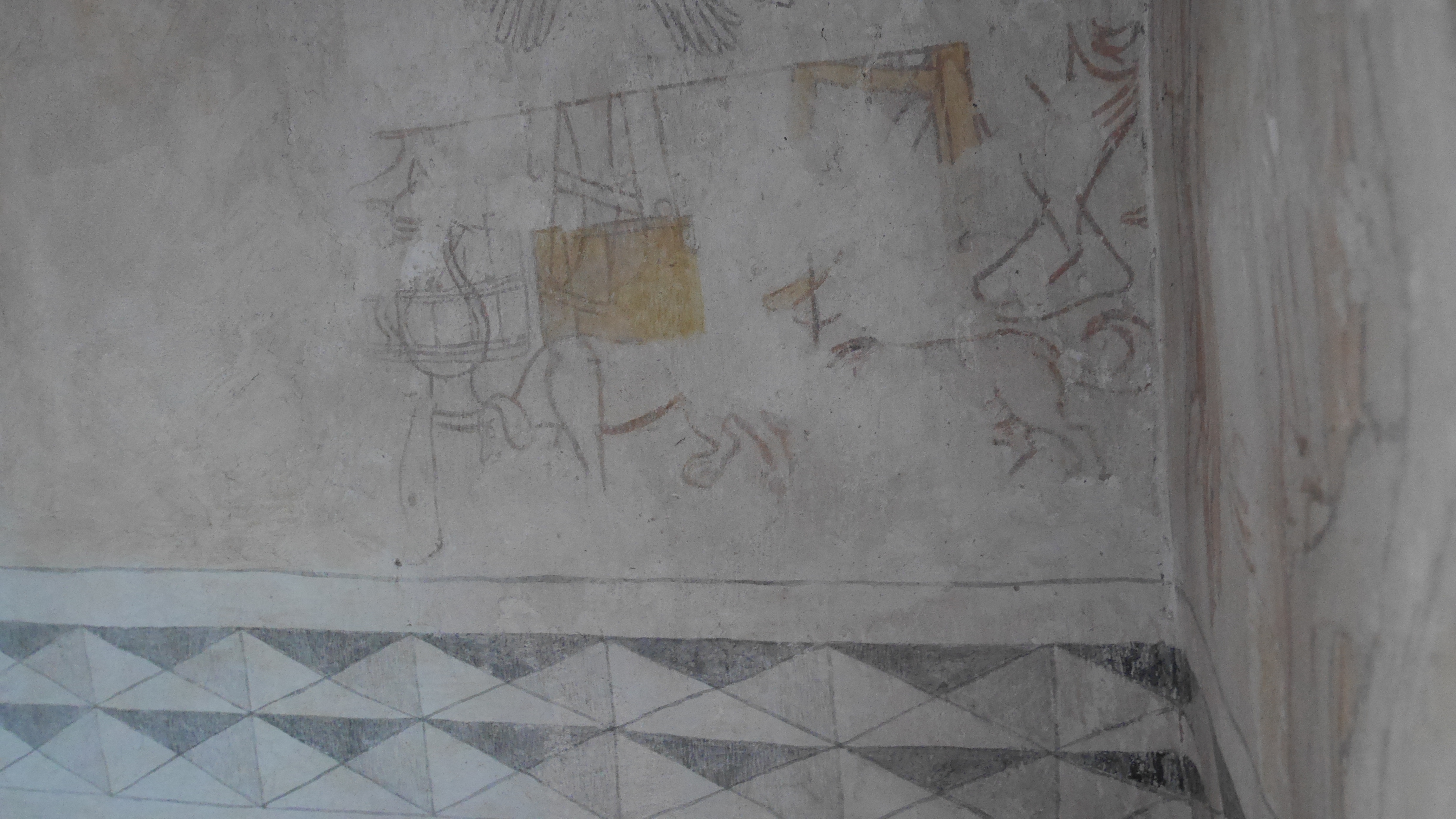
Fresko Bartholomäus Fries
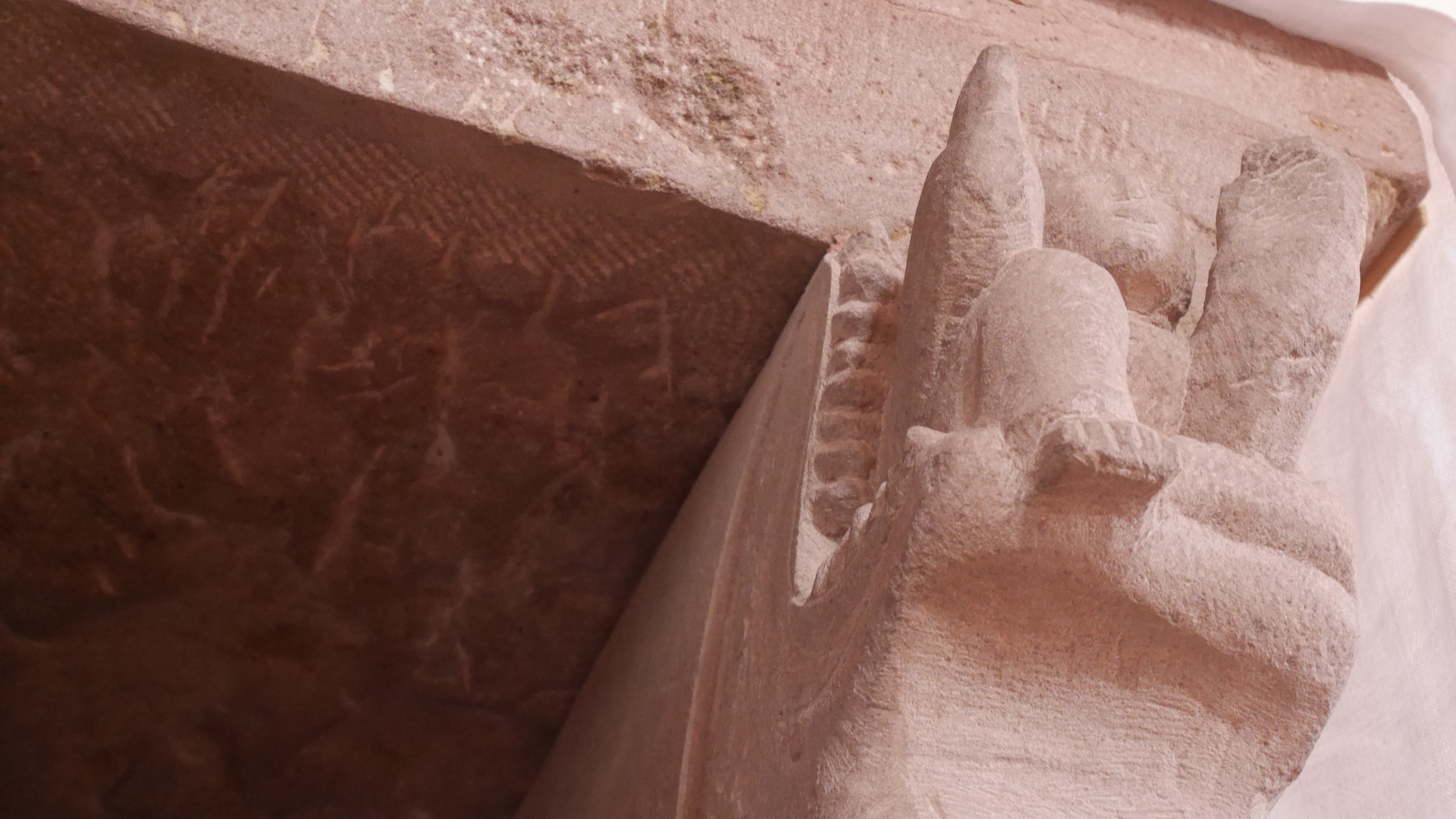
Romanische Altarplatte